# Provincia di Tierra del Fuego
La provincia di Tierra del Fuego (in italiano: Provincia di Terra del Fuoco) è una provincia della regione di Magellano e dell'Antartide Cilena nel Cile australe. Il capoluogo è la città di Porvenir.
Al censimento del 2002 possedeva una popolazione di 6.904 abitanti.

## Geografia antropica

### Suddivisioni amministrative
La provincia è divisa in 3 comuni:
- Porvenir, capoluogo provinciale
- Primavera
- Timaukel